# 光浦靖子
光浦 靖子（みつうら やすこ、1971年〈昭和46年〉5月20日 - ）は、日本のお笑いタレント。プロダクション人力舎所属。お笑いコンビ・オアシズのボケ担当。相方は大久保佳代子。愛知県出身。2021年7月からカナダ・バンクーバーに留学。

## 略歴
愛知県渥美郡田原町（現・田原市）出身。兄と妹がいる。田原町立田原中部小学校、田原町立田原中学校卒業。
1987年、愛知県立成章高等学校に入学。同校は統制主義的な教育を行っていた。『小説新潮』での清水克行との対談で「修学旅行も文化祭もなくなって、とにかく受験勉強をさせようとするんです。でも先生に受験のノウハウがないから、ただ教科書を読んでいるだけ」と回顧している。教師に勧められるままに東京外国語大学外国語学部（現・言語文化学部）インドネシア語学科を受験し、1990年4月、同大学に入学。1998年3月、卒業。
1990年、小学校から高校まで同じ学校に通った大久保佳代子と早稲田大学のお笑いサークル「早稲田寄席演芸研究会」でコンビ「オアシズ」を結成。1992年にプロダクション人力舎からデビュー。以降、毒舌系キャラとして地位を確立。『めちゃ×2イケてるッ!』（フジテレビ系列）では、プロレスファンであった事から始まった企画「めちゃ日本女子プロレス」の選手として出場した。
2005年に『プリティガレッジ』（日本テレビ系列）のコーナー「資格家の人々」にて、なまはげ伝道士の資格を取得。
2007年7月20日に脳動脈瘤の処置を行うため、入院。瘤は頭部表面の血管で発見され、緊急的なものではなく予防的な手術だった。同年8月23日の文化放送『大竹まこと ゴールデンラジオ!』にて復帰。
『プレバト!!』（TBS系列）のコーナー「俳句の才能査定ランキング」で詠んだ句が2020年12月15日に発売された『ハンディ版オールカラー よくわかる俳句歳時記』（ナツメ社）に掲載された。
渥美半島元気大使を大久保佳代子とともに務めている。
2021年7月からカナダ・バンクーバーに留学。料理学校に通いながら、料理と語学を学んでいる。

## 人物
視力は0.1以下。コンタクトレンズは痛いからつけないとのこと。「メガネを取ると変装になる」との理由から、プライベートではコンタクトレンズを使うこともある。2009年2月にはコンタクトレンズメーカー「チバビジョン」のキャンペーンに起用された際にメガネをかけない姿を披露している。
「メガネが似合う女性ランキング」（オリコン調べ）2006年7月、2007年1月の調査において2回連続の総合2位となった。そのほか、第19回日本メガネベストドレッサー賞（2006年）でも、芸能界部門で受賞している。また同年代（30代・40代）からは「メガネが似合う女性タレント」で第1位になっている。
手芸を趣味としており、手作りキットの発売やサークル「ブッス!手芸部」を立ち上げてイベントを開催した。
相方の大久保とは小学1年生で知り合った以来の幼馴染だが、ある時大久保に光浦が恋人を寝取られて以来お互いを「苗字+さん付け」で呼ぶようになったなどコンビに距離が生まれた。この話は光浦がネタとして語るなど有名な話であり、光浦は2021年7月16日深夜放送の『久保みねヒャダこじらせナイト』にゲスト出演した際も改めてこの話をしている。

## 出演番組
コンビでの出演はこちらを参照。

### 現在
- 大竹まこと ゴールデンラジオ!（文化放送） - 木曜日パートナー
- ノリノリで行こうぜ!☆(@FM) - パーソナリティ

### 過去
- ゲッパチ!UN アワーありがとやんした!?（フジテレビ）
- とぶくすり（フジテレビ）
- めちゃ×2モテたいッ!（フジテレビ）
- 殿様のフェロモン（フジテレビ）
- 週刊スタミナ天国（フジテレビ）
- はなきんデータH（テレビ朝日）
- えいごKids（テレビ朝日）
- GAHAHAキング（テレビ朝日）
- 陽気にカプチーノ（テレビ朝日）
- 昼あがり!どまんなか（関西テレビ）
- 気楽にいこうよ（TOKYO MX）
- すてきな出逢い いい朝8時（TBS）
- ピエール靖子〜企画でわかる脳タイプ〜（テレビ大阪）
- 英語でしゃべらナイト（NHK） - 名古屋特別編ほか
- 愛のエプロン（テレビ朝日）
- 知るを楽しむ「京菓子を遊ぶ」（NHK）
- 伊集院光 日曜日の秘密基地（TBSラジオ） - 「日曜ゼミナール」ゲスト講師に不定期出演
- ウラネタ芸能ワイド 週刊えみぃSHOW（読売テレビ）
- フットンダ（中京テレビ）
- 風まかせ 新・諸国漫遊記（フジテレビ）
- 加トちゃんマチャミのお台場CHA・CHA!!（フジテレビ）
- アートエンターテインメント 迷宮美術館（NHK）
- 愛の劇場〜男と女はトメラレナイ〜（NHK）
- 極嬢ヂカラ（テレビ東京）
- 週刊こどもニュース（2010年4月〜12月19日、NHK） - 7代目お母さん役
- 総合診療医ドクターG（NHK）
- Q〜わたしの思考探究〜（NHKEテレ、2011年2月5日）
- 開校! 平成美人塾（フジテレビ、2011年2月11日）
- 世界ふれあい街歩き（NHK BSプレミアム、2012年）- 語り
- ゲーマーズTV 夜遊び三姉妹 〜今夜も上上下下左右左右BA〜（2010年11月4日 - 2013年3月28日、日本テレビ）
- わかる国語 読み書きのツボ（NHKEテレ）

2006年4月からは上級生編「わかる国語 読み書きのツボ 5・6年」にも引き続き出演している。
- ミッドナイトランブラー（JFN）
- キレイ（仮）（テレビ朝日）
- すてきにハンドメイド「光浦靖子の羊毛フェルトのブローチ」（NHKEテレ、2013年8月1日） - 講師
- アッコにおまかせ!（TBS）
- アナザースカイ（日本テレビ、2014年6月13日[12][注釈 1]、2021年2月26日[14][注釈 2]、2025年2月22日[15][注釈 3]）
- 坂上忍の成長マン!!（テレビ朝日、2014年4月11日、6月1日、6月20日、8月1日、8月8日、11月23日） - 不定期出演
- 趣味の園芸ビギナーズ（NHKEテレ、2015年4 - 6月、10月 - 2016年3月）ナビゲーター
- NHK高校講座 ベーシック国語（NHKEテレ、2013年4月16日 - 2017年2月28日）
- チャージ730!→モーニングチャージ!（テレビ東京、2015年 - 2017年） - 火曜日コメンテーター[16]
- ガブリナ（KBCラジオ、2018年4月17日 - 2019年3月19日）
- めちゃ×2ユルんでるッ！（ゼロテレビ）
- 東大王（TBS） - 不定期出演
- ロンドンハーツ（テレビ朝日） - 「格付けしあう女たち」メンバー
- タモリ倶楽部（テレビ朝日） - 不定期出演
- チャント!（CBCテレビ） ‐ 月曜コメンテーター
- TOKIOカケル（2021年4月 - 2021年6月） - エンジェルちゃんとして不定期出演。

### テレビドラマ
- 大江戸弁護人・走る! - （1996年、テレビ朝日）第8話「遊女志願 指切りの嘘!」 岡場所の女郎 役
- 3番テーブルの客（1997年、フジテレビ）
- ナースのお仕事2（1997年、フジテレビ）- 小池春子 役
- 連続テレビ小説（NHK）
  - 天うらら（1998年）- 岡田（山田）香 役
  - 純情きらり（2006年） - 御崎しま子 役
- 火曜サスペンス劇場「弁護士・高林鮎子27・京都保津峡殺意の急流」（2000年、日本テレビ） - 野沢友子 役
- Pure Soul〜君が僕を忘れても〜（2001年4月9日 - 6月25日、日本テレビ） - 矢野諒子 役
- 私立探偵 濱マイク 第9話（2002年、日本テレビ） - 高級コールガール 役
- ナースマンがゆく（2004年、日本テレビ） - 秋葉幸子 役
- 笑う三人姉妹（2005年、NHK夜の連続ドラマ） - 松岡すずめ 役
- 新・京都迷宮案内3 第3話（2006年、テレビ朝日） - 広中冬子 役
- 和田アキ子物語（2008年、フジテレビ）
- うぬぼれ刑事 第9話（2010年9月3日、TBS） - 藤沢知世 役
- 11人もいる!（2011年、テレビ朝日） - 真田恵 役
- レジデント〜5人の研修医（2012年、TBS） - 迫田恵子 役
- ガリレオ 第2シーズン 最終章 後編（2013年6月24日、フジテレビ） - 田沢のり子 役
- 実験刑事トトリ 第2シリーズ 第5回（2013年11月9日、NHK） - 如月五月 役
- 大奥「第一部〜最凶の女〜」/「第二部〜悲劇の姉妹〜」（2016年1月22日・29日、フジテレビ） - 寔子（徳川家斉正室・広大院） 役
- ナオミとカナコ 第3話（2016年1月28日、フジテレビ） - 道の駅店員 役
- 大河ドラマ「おんな城主 直虎」（2017年、NHK） - あやめ 役
- 警視庁・捜査一課長 season2 最終話（2017年6月22日、テレビ朝日） ‐ 西澤冴美 役
- 隕石家族 第1話・第2話（2020年4月11日・18日、東海テレビ・フジテレビ系） - 御園寛子 役
- 珈琲いかがでしょう 第4話（2021年4月26日、テレビ東京） - モタエ 役

### テレビアニメ
- ライチ DE 光クラブ 第4話（2012年10月23日、TOKYO MX ） ‐ ヤスコ 役

### 配信ドラマ
- 学園潜入型恋愛ドラマ ハイスクールドライブ 〜目が覚めたら高校生だった〜 （2012年、BeeTV） - 「私」 役（声の出演）
- 珈琲“もう一杯”いかがでしょう 第4話（2021年4月26日、Paravi） - モタエ 役

### ウェブテレビ
- 邪道だらけの夜の大運動会2018（AbemaTV AbemaSPECIAL2、2018年4月30日 - 5月1日） - 総合司会[17]

### 映画
- スーパースキャンダル（1996年） - 中村加代子 役
- CUTE（1997年） -　サイコ 役
- 人間椅子（1997年） - 民江 役
- 週刊バビロン（2000年） - 内山 役
- ピンチランナー（2000年） - 町田先生 役
- シュレック3（2007年） - 声の出演
- クロサワ映画（2010年） - 本人 役
- クロサワ映画2011　～笑いにできない恋もある～（2011年） - 本人 役
- クローバー（2014年） - 如月桜子 役

### CM
- チバビジョン（2009年2月 - ） - エアオプティクス 脱メガネをカンニング竹山、くわばたりえと共演
- ラウンドワン（2007年4月 - ）桜塚やっくん、杉本彩、青田典子と共演
- サントリー
  - ビタミンウォーター 「寝起きドッキリ篇」（2006年4月15日 - ） - 速水もこみちと共演
  - ニチレイアセロラドリンク（2010年 - ） - 仲里依紗と共演
- ミスタードーナツ 「ミスター飲茶」（2009年10月 - ）
- JRA CLUB KEIBA 「経理の光浦さん」（2010年1月 - ） - 佐藤浩市と共演
- ダノン ダノンビオ（2013年 - ） - 渡辺満里奈と共演[18]

### 舞台
- 広島に原爆を落とす日（1997年、紀伊國屋サザンシアター）

## 著書
- み・つ・う・ら 恥をかいても凹んでたまるか!（2000年4月、光文社）ISBN 978-4-3349-7258-5
- すっぱだかで反省文。（2003年9月、河出書房新社）ISBN 978-4-3090-1578-1
- ミツウラの鳴らない電話（2005年8月、文藝春秋 文春文庫PLUS）ISBN 978-4-1676-6087-1
- 不細工な友情（大久保佳代子との共著、2006年11月、幻冬舎／2008年6月、幻冬舎文庫）ISBN 978-4344411487
- 傷なめクラブ（2009年6月、幻冬舎／2012年2月、幻冬舎文庫）ISBN 978-4344418141
- 世界で一番乙女な生きもの（2010年2月13日、宝島社）ISBN 978-4-7966-7546-8
- 男子がもらって困るブローチ集（2012年5月25日、スイッチパブリッシング）ISBN 978-4-8841-8301-1
- 子供がもらって、そうでもないブローチ集（2014年1月18日、スイッチパブリッシング）ISBN 978-4-8841-8435-3
- お前より私のほうが繊細だぞ！（2015年2月10日、幻冬舎文庫）ISBN 978-4-3444-2315-2
- 靖子の夢（2017年4月15日、スイッチパブリッシング）ISBN 978-4-8841-8453-7
- ハタからみると、凪日記（2018年6月22日、毎日新聞出版）ISBN 978-4-6203-2528-6
- 傷なめクラブ（2020年12月11日、東京ニュース通信社 Bros.books）ISBN 978-4-0652-2359-8。上記の続編
- 私が作って私がときめく自家発電ブローチ集（2021年5月29日、文藝春秋）ISBN 978-4-1639-1379-7
- 50歳になりまして（2021年5月29日、文藝春秋）ISBN 978-4163913780
  - 50歳になりまして（2025年1月、文春文庫、清水ミチコ解説）ISBN 978-4167923259
- ようやくカナダに行きまして（2024年9月26日、文藝春秋）ISBN 978-4163919010

### 連載
- 傷なめクラブ 脈アリ〜脈ナシ〜（TV Bros.）
- メガネでいいもんね!（中1チャレンジスタイル）
- 光浦靖子の働く!女芸人（mini）
- オフィスライフ指南（シティリビング 東京版）